# Sigmundur Brestisson
Sigmundur Brestisson (* 961 in Skúvoy/Färöer; † 1005 in Sandvík ebenda; in der Literatur und im färöischen Akkusativ: Sigmund) war ein färöischer Wikingerhäuptling, der um 999 die Christianisierung der Färinger einleitete.

## Leben und Wirken
Von ihm berichtet die Färingersaga, die als unsichere Quelle zu betrachten ist. Dennoch zweifelt kein Forscher daran, dass Sigmundur gelebt hat und sich die Geschichte so ähnlich zugetragen haben kann, wie sie dort geschildert ist.
Sigmundur ist Sohn des Brestir. Seine Mutter hieß Cæcilia. Er war mit Turið Torkilsdóttir verheiratet. Zusammen hatten sie die Tochter Tóra Sigmundsdóttir sowie die Söhne Tórálvur, Steingrímur, Brandur und Heri.

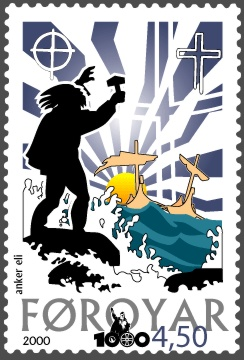
Sigmunds Widersacher Tróndur í Gøtu wehrt sich mit Thors Hammer Mjölnir gegen das erscheinende Kreuz am Horizont des Nordatlantik. Färöische Briefmarke von 2000 zum 1000. Jahrestag der Christianisierung der Färöer.

Nach dem Mord an seinem Vater Brestir, der im Frühjahr 970 vor Sigmundurs Augen auf Stóra Dímun ermordet wurde, als dieser 9 Jahre alt war (siehe: Mord an Brestir und Beinir), kam Sigmundur zusammen mit seinem Vetter Tóri Beinirsson, dem Sohn Beinirs, unter die Obhut von Tróndur í Gøtu. Schon im Sommer des Jahres versuchte Tróndur, seine beiden Ziehsöhne loszuwerden, indem er sie dem norwegischen Händler Ravnur Hólmgarðsfari, der in Tórshavn zu Besuch war, als Sklaven anbot. Ravnur erfuhr, wer die beiden Jungen waren, und lehnte das ab. Im Gegenzug wollte er Sigmundur und seinen Vetter Tóri für ein Entgelt nach Norwegen bringen, womit Tróndur einverstanden war, denn er wollte sie beide weit weg von den Färöern haben, damit sie sich niemals für den Mord an ihren Vätern rächen mögen. Als Sigmundur und Tóri in Norwegen waren, bereiteten sie mit Hilfe des norwegischen Königs Håkon Jarl ihre Rückkehr 983 vor.
Die Christianisierung der Färöer wurde 997 vom norwegischen König Olav Tryggvason eingeleitet, als er Sigmundur zu sich bat. Zuerst wollte Sigmundur das Christentum einführen, indem er 998 mit dem Ansinnen vor das Althing auf Tinganes trat, doch dort wurde er vom wütenden Mob beinahe getötet. Daraufhin wechselte er seine Taktik und fuhr 999 mit 30 bewaffneten Männern zum Häuptling Tróndur í Gøtu, brach nachts in sein Haus ein und stellte ihn vor die Wahl: „Christentum oder Kopf ab“.
1005 wurde Sigmundur von Tróndur des Nachts überfallen und musste sich schwimmend über den Suðuroyarfjørður nach Sandvík auf Suðuroy retten. Er suchte in Sigmundargjógv, das später so nach ihm benannt wurde, in Sandvík Schutz, aber der dortige Bauer Torgrímur Illi tötete den erschöpften Sigmundur und stahl seinen goldenen Armring.

## Denkmale
Sigmunds Grabstein, der sogenannte Sigmundarsteinur („Sigmundsstein“), steht auf dem Friedhof von Skúvoy und ist eines der bedeutendsten mittelalterlichen Denkmäler der Färöer. Er enthält keine Runeninschrift, sondern nur ein eingemeißeltes Kreuz.
Am Pfingstmontag 2006 wurden auf den Färöern gleich drei Denkmäler für Sigmundur enthüllt: Vor der Vesturkirkjan in Tórshavn, der Hauptstadt, wo er seinerzeit auf dem Thing das Christentum einführen wollte; auf seiner Heimatinsel Skúvoy, wo er die erste Kirche baute, und in Sandvík, wo er getötet wurde. Alle drei Standbilder wurden vom Bildhauer Hans Pauli Olsen angefertigt, der anlässlich der 1000-Jahr-Feier zur Christianisierung der Färöer 2001 den Auftrag hierzu bekam.
Die lebensgroße Bronzestatue in Tórshavn steht auf einer Granitsäule (Granit ist kein Gestein, das auf den Färöern vorkommt) und zeigt einen Sigmundur, wie ihn sich der Künstler vorgestellt hat: Mit ausgebreiteten Armen bildet er eine Kreuzform. Der Oberkörper ist frei, er trägt einen Vollbart und lange Haare und der Kopf ist leicht nach unten geneigt, dem Betrachter entgegen. An seiner Linken hängt ein langes Schwert.
An der Küste von Sandvík steht nun ein über zwei Meter hohes Kreuz aus zwei breiten Steinplatten. Auf der einen Seite ist Sigmundur als kleine Bronzefigur eingelassen, wie er sich schwimmend über den Suðoroyarfjørður rettet. Nur sein Kopf und seine Arme sind zu sehen, und das Größenverhältnis zum Stein soll seine Winzigkeit im großen Meer verdeutlichen. Auf der anderen Seite ist ein kleines Wikingerschiff zu sehen, das, mit dem er auf die Färöer zurückkehrte. Die Internetzeitung portal.fo schrieb, dass dies nun das neue Wahrzeichen des Dorfes sei – bisher war es die unbewohnte Insel Lítla Dímun am Horizont.

## Heutige Sicht auf Sigmundur
Die Ehrung von Sigmundur 2006 stieß unter den Färingern keineswegs auf ungeteilte Zustimmung. Gerade junge Färinger betrachten ihn als eine Art „Landesverräter“, der die Färöer in „1000 Jahre Finsternis“ als Kronkolonie Norwegens und später Dänemarks geführt hat. Dagegen wird sein Widersacher Tróndur í Gøtu als der wirkliche Held der Färingersaga angesehen – einer, der schon damals für die Eigenstaatlichkeit der Inseln eintrat. Es werden sogar Thesen erhoben, dass Sigmundur bereits ein christliches Land vorfand, und dass Tróndur selbst bereits Christ gewesen sein soll. Aufgrund der dürftigen Quellenlage handelt es sich hierbei allerdings mehr um politisch motivierte Spekulationen. Umgekehrt räumt man ein, dass er eine der wichtigsten Personen in der Geschichte der Färöer war.